# Almagellerhorn
L'Almagellerhorn (anche Almagellhorn - 3.327 m s.l.m.) è una montagna della Catena dell'Andolla nelle Alpi Pennine. Si trova nel Canton Vallese.

## Caratteristiche
La montagna è collocata ad est di Saas-Almagell lungo la cresta che dal Pizzo Bottarello scende verso nord-ovest.